# Prodecatoma cooki
Prodecatoma cooki är en stekelart som först beskrevs av Howard 1896.  Prodecatoma cooki ingår i släktet Prodecatoma och familjen kragglanssteklar. Inga underarter finns listade i Catalogue of Life.